# Palayan

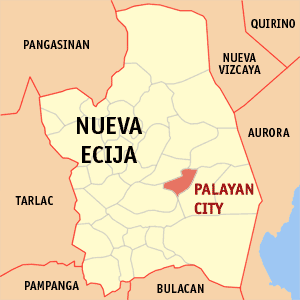
Palayan Citys läge i provinsen Nueva Ecija.

Palayan City är en stad i Filippinerna och är administrativ huvudort för provinsen Nueva Ecija i regionen Centrala Luzon. Den har 31 253 invånare (folkräkning 1 maj 2000).
Staden är indelad i 20 smådistrikt, barangayer, varav 14 är klassificerade som landsbygdsdistrikt och 6 som tätortsdistrikt.